# Кузьминское (сельское поселение Никольское)
Кузьминское — деревня в Шекснинском районе Вологодской области России. Входит в состав сельского поселения Никольского, с точки зрения административно-территориального деления — в Юроченский сельсовет.

## География
Находится у реки Судьбица, примыкая к окраины деревни Бекарево.

### Географическое положение
Расстояние по автодороге до районного центра Шексны — 43 км, до центра муниципального образования Юрочкино — 7 км. Ближайшие населённые пункты — Вакарино, Панфилово, Бекарево.

## История
До 2019 года в составе упразднённого сельского поселения Юроченского)

## Население
| 2010 |
| ---- |
| 14   |

### Гендерный и национальный состав
По переписи 2002 года население — 34 человека (15 мужчин, 19 женщин). Всё население — русские.

## Инфраструктура
Личное подсобное хозяйство.

## Транспорт
Просёлочная дорога.